# Virtuos
Virtuos (z italského virtuoso, což je z latinského slova virtus, což znamená statečnost, dovednost, vynikající kvalita), v ženském rodě virtuoska, je označení pro člověka, který projevuje mimořádné technické schopnosti ve zpěvu či hře na hudební nástroj. Taková mimořádná schopnost se nazývá virtuozita, toto slovo se však nepoužívá jen v hudbě, nýbrž označuje schopnost technicky excelovat v jakémkoli oboru lidské činnosti, převážně v uměleckých oborech. Virtuosové jsou často také hudební skladatelé. Od barokních dob většina skladatelů (ale ne všichni) byla také virtuosy na nástroje, pro které skládali.
Určující prvek virtuozity je schopnost podat mimořádný výkon v přednesu hudebního díla, otázkou ovšem je, kdo je schopen odlišit mimořádný výkon od průměrného výkonu. Hudebníci soustřeďující se na technickou stránku provádění díla jsou často kritizováni pro přehlížení emocí, které se v čistě technickém provedení ztrácejí. Jsou samozřejmě virtuosové, kterým se daří zachovat veškeré emoce při předvádění hudebního díla, aniž by to bylo na závadu technické stránce věci.
Italský termín virtuoso označoval původně člena skupiny balistických expertů, inženýrů, dělostřelců a odborníků na mechaniku a dynamiku, která vznikla na konci 17. století v reakci na rozšiřování střelného prachu v Evropě.
Význam termínu má původ v italském významu tohoto slova v 16. a 17. století, kdy šlo o uctivé označení pro osoby významné na poli intelektuálním či uměleckém. Termín se postupně rozšiřoval a naopak se zužoval jeho význam. Tento vývoj souvisel s lidským nahlížením na hudbu. Původně byli totiž mezi hudebníky nejvíce ctěni skladatelé, teoretici či hudební pedagogové, zatímco dokonalý přednes byl považován svým způsobem za samozřejmost. Jak se ale na provedení skladby začal klást čím dál větší důraz, musel být vytvořen i termín pro skvělého hráče.
V 17. a 18. století došlo k nadužívání termínu, začal být používán o velkém počtu hudebníků bez obzvláštní kvality. Sebastien de Brossard v jeho Dictionaire de Musique (Paříž, 1703) zdůrazňuje vynikající vyškolenost virtuosa, zejména v teorii. Tato teorie je také obhajována Johannem Gottfriedem Waltherem v jeho práci Musicalisches Lexicon (1732), který také posuzuje virtuosa spíš pro hudební teorii než pro vynikající schopnosti v provádění díla. Johan Matthenson v práci Der brauchbare Virtuoso (1720) rozlišuje tradiční „teoretické virtuosy“ a „praktické virtuózy“. Johann Kuhnau v knize Der musikalische Quack-Salber (1700) v definici „skutečného virtuosa“ zdůrazňuje teorii, nicméně popisuje „praktického virtuosa“, kterého definuje jako „vysoce nadaného hudebníka“, který nemá nic víc než praktickou hudební dovednost.
Na konci 18. století začal být termín užíván pro hudebníka, ať již instrumentalistu nebo zpěváka, který vystupoval jako sólista. Zdůrazňování vynikajícího přednesu v definici virtuosa začalo v 19. století, kdy se o něm začínala vést otevřená debata.